# Frederik Ferdinand Tillisch

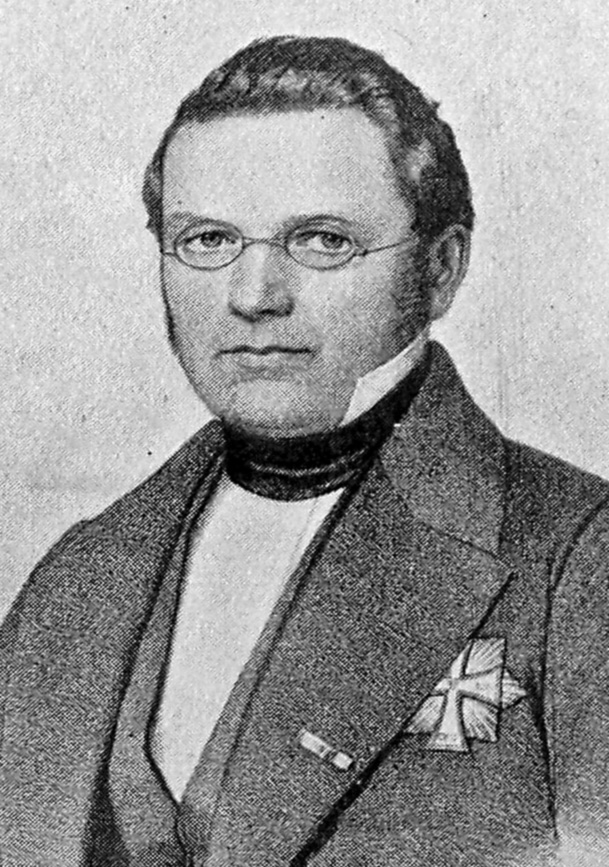
Frederik Ferdinand Tillisch.

Frederik Ferdinand Tillisch, född den 15 april 1801 nära Haderslev, död den 10 februari 1889, var en dansk statsman. 
Tillisch blev juris kandidat 1825 och verkade 1830–1843 som amtman först på Färöarna, sedermera i Ringkjøbing amt, varefter han 1844 blev kabinettssekreterare hos Kristian VIII och beklädde samma ämbete hos Fredrik VII. År 1849 förordnades han tillsammans med den preussiske greven Eulenburg och den engelske översten Hodges till medlem av den regeringskommission som tillsattes i Slesvig under vapenstilleståndet och övertog efter freden i juli 1850 ensam förvaltningen. På denna plats styrde Tillisch nästan enväldigt, avlägsnade de upproriska ämbetsmännen och tillämpade Fredrik VI:s dittills endast på papperet befintliga reskript av 1810, varigenom danska språket fick större plats i kyrka, skola och vid domstol i mellersta Slesvigs blandade språkdistrikt. 
Han vann därigenom stor popularitet i Danmark samt utnämndes till geheimeråd och i mars 1851 till minister för Slesvig. Redan i juli samma år övertog han i stället härför inrikesministeriet, men avgick i januari 1852, då han inte ville träda i spetsen för oppositionen mot helstatssystemet, vilket han snart själv omfattade. Därefter blev han i januari 1853 ånyo kabinettssekreterare och var april–december 1854 inrikesminister i Ørsteds ministär samt var 1856–1863 ledamot av riksrådet, där han 1863 röstade emot novemberförfattningen. Åren 1859–1864 var Tillisch chef för kungliga teatern och efter kriget 1864 ånyo inrikesminister till november 1865, dock utan att utöva egentligt inflytande. Från 1847 deltog han i väsentlig mån i styrelsen av Det classenske fideikommis.